# Вигнання бісів з сліпого і німого чоловіка

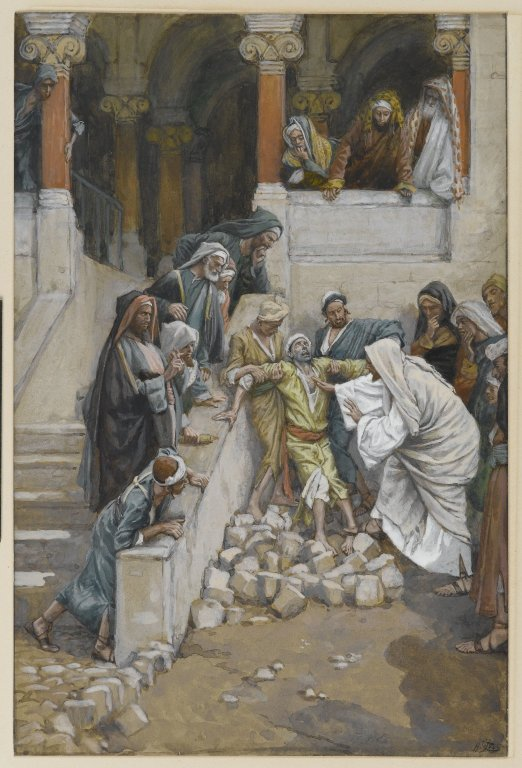
Вигнання бісів з сліпого і німого чоловіка. Джеймс Тіссо.

Вигнання бісів з сліпого і німого чоловіка — євангельська подія, одно з чудес Ісуса Христа описана у синоптичних Євангеліях: Мт. 12:22-32, Лк. 11:14-23, Мк. 3:20-30.

## Подія
Після навчання про молитву євангелист Лука розповідає про оздоровлення Ісусом при перебуванні у Юдеї біснуватого німого. Ту саму подію описано і у євангелиста Матея, але той ще додає, що біснуватий був і сліпим. Розмову з фарисеями, що виникла при цьому подає Євангелист Марко.
Ісус прилюдно зцілює біснуватого німого і сліпого, що його привели до нього. При тім були присутні деякі книжники з Єрусалиму і фарисеї, що не заперечували чуда, але пояснювали його, кажучи, що Ісус приказував демонам тому, що він порозумівся із князем бісів — Вельзевулом і в його імені діяв. Ім'я того князя у давнині було «Баал-Зебуб» — «Баал (господь) мух» і позначало філістейського божка у Аккароні (2. Цар. 1:2), а пізніше означало предмет загального ідолопоклонства, і тоді вводячи невелику зміну, перемінилось на «Баал зебул» — «Баал (господь) гною», із зневажливим натяком на ідолів та їхнє почитання. На таку зневагу книжників і фарисеїв Ісус відповів у спосіб не дуже їм приємний, взиваючи до їх спокійного міркування. Покликаючись на науку про ангелів тодішнього юдаїзму:
Залишиться у вічній пітьмі той, хто не хоче відкрити очі душі на світло Духа; й не вистачає відкрити їх на одну мить, але треба тримати їх відкритими завжди, бо сатана, прогнаний раз, повертається щоби увійти знову у свою давню посілість.